# Ćevapčići

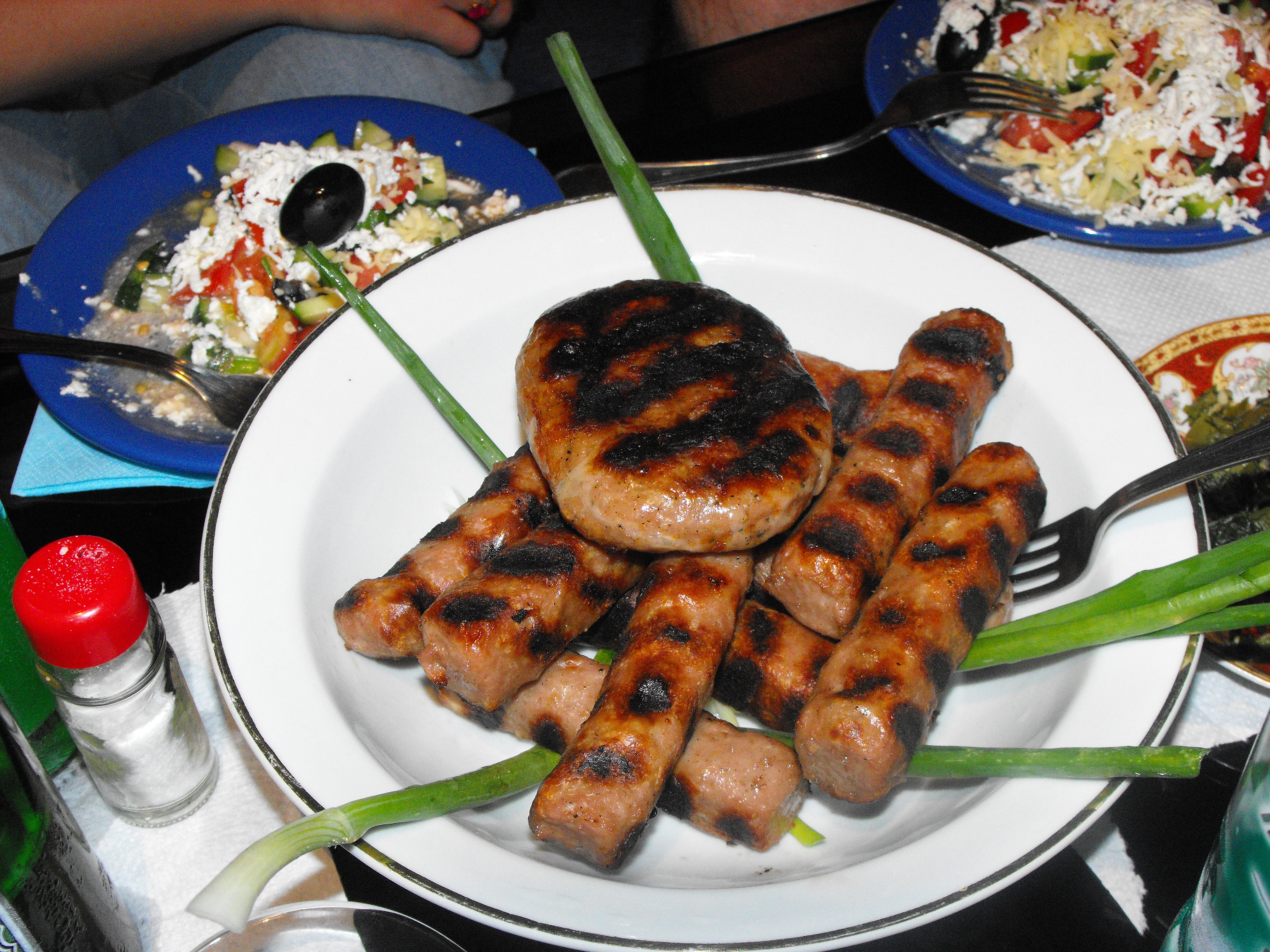
Ćevapčići

Ćevapčići eller ćevapi är en köttfärsrätt med köttfärs och kryddor formade som järpar. Maträtten härstammar från Balkanhalvön i sydöstra Europa och är nationalrätt i Bosnien och Hercegovina. Rätten är även populär i de nationella köken i andra delar av närområdet och förekommer liksom i Bosnien och Hercegovina även i de övriga före detta jugoslaviska delrepublikernas lokala kök. Utöver dessa är rätten populär i Kroatien, Österrike, Albanien, Bulgarien och Rumänien. I Rumänien kallas de mici eller mititei, vilket betyder små. Ćevapčići serveras ofta i pitabröd med grönsaksröran ajvar, rå lök och yoghurt. Ćevapčići äts även i stora delar av övriga Europa dit den spridits med invandrande från Balkan.

## Etymologi
Ordet ćevapčići är sydslaviska och kommer från turkiskans kebap (ćevap) med diminutivändelsen –čići. Rätten heter ќебапи på makedonska; ćevapčići eller ćevapi på kroatiska, serbiska och bosniska och čevapčiči på slovenska.

## Källhänvisningar
1. ↑  "köttbullar". NE.se. Läst 27 januari 2015.